# Calendrier liturgique

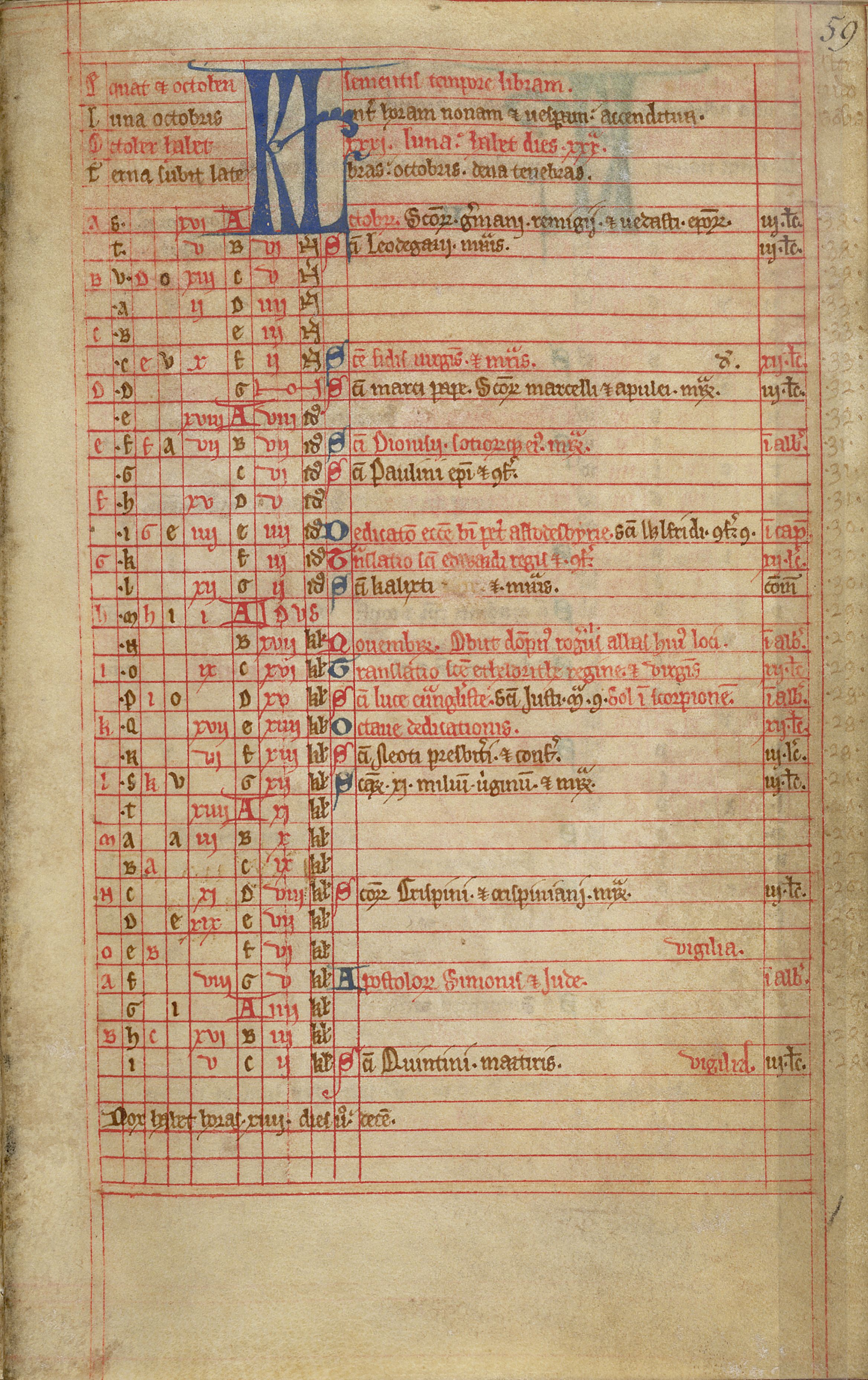
Le mois d'octobre d'un calendrier liturgique de l'abbaye d'Abbotsbury (British Library).

Un calendrier liturgique chrétien est un calendrier qui indique la place des fêtes fixes et mobiles, tel que le comput l'a déterminé.
À partir de la date de Pâques, puis de celle de Noël, un ensemble de règles permet de connaître le temps liturgique et les dates des fêtes liturgiques. Ce calendrier a beaucoup évolué durant les siècles de christianisme, divergeant dans les différentes confessions chrétiennes.
Le calendrier du rite romain propre à l'Église catholique est le Calendrier liturgique romain, ou Calendrier romain général, qui indique les célébrations liturgiques associées à chaque jour de l'année.

## Histoire
Pâques est la première fête célébrée dans les calendriers liturgiques chrétiens ; elle est attestée dès le IIe siècle.
Elle commémore la dernière Cène, la Passion et la Résurrection du Christ, événements dont les quatre évangiles situent le déroulement lors des festivités de la Pâque juive à Jérusalem, le 14 Nissan du calendrier juif.
Sa date fut fixée en 325 par le concile de Nicée au « dimanche qui suit le 14e jour de la Lune qui atteint cet âge le 21 mars ou immédiatement après. »
Le calendrier liturgique se constitua progressivement à partir du IVe siècle autour de la date de célébration de Pâques. C'est tout d'abord le triduum pascal, dont les deux jours précédant Pâques deviennent un temps de jeûne ; puis la célébration s'étendit à la semaine sainte dès 389. À partir de la fin du IVe siècle, elle fut précédée des 40 jours de jeûne du carême,. Le temps pascal fut également étendu jusqu'à la Pentecôte, sept semaines après Pâques.

## Cycle fixe
Le cycle des fêtes à dates fixes fut installé progressivement à partir du IVe siècle. Si les fêtes des saints, principalement des martyrs, existaient déjà depuis les temps anciens, notamment à Rome, les fêtes liées à la vie du Christ sur Terre (ainsi qu'à celle de la Vierge Marie et de saint Jean-Baptiste) se détachèrent plus tardivement de Pâques, pour être instituées aux dates traditionnelles.
En 1582, le pape impose dans les États catholiques le passage du calendrier julien au calendrier grégorien. Le calendrier liturgique catholique et le calendrier liturgique orthodoxe divergent depuis cette époque.

## Sources
1. ↑  Michel Rouche, Les origines du christianisme 30-451, Hachette, p. 48.
2. 1 2  Michel Rouche, Les origines du christianisme 30-451, Hachette, p. 149.
3. ↑  Macaire de Simonos-Pétra, Mystagogie du Grand Carême. Essai de théologie du temps liturgique., Apostolia, Paris, 2018.